# Nikolaos Politis
Nikolaos G. Politis (Kalamata, 1852 – Atenas, 1921) fue un filólogo griego, fundador de los estudios de folclore en la Grecia moderna. 

## Biografía
Nació en Kalamata en 1852 y publicó sus primeros estudios sobre folclore a los trece años, en revistas de Atenas. A los catorce comenzó a colaborar en la revista Pandora, donde vio la luz su primer artículo científico. Estudió Filosofía y Derecho en la Universidad de Atenas y en 1876 se desplazó, con una beca, a Alemania, donde completó sus estudios. Fue profesor de Mitología Griega y Arqueología y colaborador de las revistas de filología más importantes de su época, como Eón, Parnaso y Hestia. Fundó en 1908 la Sociedad de Folclore, en 1909 la revista Laografía ('Folclore') y en 1918 el Archivo de Folclore, que actualmente se encuentra en la Academia de Atenas. 
Su visión del folclore neohelénico se centra en las pervivencias que se dan en el mismo de las creencias propias de la Grecia antigua, las cuales dan, a su juicio, fe de la continuidad étnica y cultural entre los pobladores actuales del país y los de épocas pretéritas. Él mismo define como meta «buscar (y hallar) en la Grecia moderna la Antigüedad» (Mitología neohelénica, p. 3). Politis respondía así a la tesis del investigador alemán Jacob Philipp Fallmerayer, para quien los griegos del siglo XIX tenían un fuerte componente eslavo y no podían considerarse legítimos herederos de la cultura clásica. 
Su obra fundamental sobre el tema es Mitología neohelénica, publicada en dos tomos en 1871 y 1874, un tratado en el que recorre exhaustivamente las creencias populares de su época, comparándolas con las de la Grecia antigua y otras culturas.
Politis hizo también un notable trabajo de recopilación de materiales tradicionales. Sus libros Refranes (1899-1902), Tradiciones (1904), y Canciones del pueblo griego (selección) (1914) constituyen el repertorio clásico de sus respectivos campos.